# Lannoy-Cuillère
Lannoy-Cuillère település Franciaországban, Oise megyében. Lakosainak száma 281 fő (2022. január 1.). Lannoy-Cuillère Saint-Valery, Haudricourt, Criquiers, Abancourt, Romescamps, Gourchelles, Quincampoix-Fleuzy és Formerie községekkel határos.

## Népesség
A település népességének változása:
| Lakosok száma | 271  | 280  | 287  | 282  | 283  | 283  | 282  | 284  | 281  |
|               | 2013 | 2015 | 2016 | 2017 | 2018 | 2019 | 2020 | 2021 | 2022 |